# SN 2016aps
SN 2016aps ist die bisher leuchtstärkste beobachtete Supernova (Stand April 2020).
Messungen schätzen sie als rund zehnmal energiereicher und rund 500-mal heller als normale derartige Sternexplosionen. Die Astronomen nehmen an, dass der explodierte Stern sich zuvor aus der Verschmelzung zweier großer Sonnen gebildet hat. Dafür spreche der ungewöhnlich hohe Wasserstoffanteil in der Explosionswolke. Das Team um den Astrophysiker Matt Nicholl von der Universität Birmingham geht damit davon aus, dass es sich bei dem Ereignis um eine sogenannte pulsierende Paarinstabilitätssupernova handelt.
Die Supernova wurde am 22. Februar 2016 mit dem Pan-STARRS Teleskop im Sternbild Drache entdeckt.